# Xã Oil Creek, Quận Crawford, Pennsylvania
Xã Oil Creek (tiếng Anh: Oil Creek Township) là một xã thuộc quận Crawford, tiểu bang Pennsylvania, Hoa Kỳ. Năm 2010, dân số của xã này là 1.877 người.